# Jacques Lob
Cet article possède un paronyme, voir Loeb.
Jacques Lob, né le 19 août 1932 à Paris et mort le 24 mai 1990 à Château-Thierry, est un auteur de bande dessinée français, surtout connu comme scénariste. Lauréat du grand prix de la ville d'Angoulême 1986, c'est le seul auteur à avoir été récompensé pour ses scénarios, pour ce prix traditionnellement attribué aux dessinateurs. Ses principales créations sont les séries Blanche Épiphanie (avec Georges Pichard), Superdupont (avec Marcel Gotlib, Alexis et Jean Solé) et les bandes dessinées de science-fiction Lone Sloane (avec Philippe Druillet) et Le Transperceneige (d'abord avec Alexis, puis en 1983 avec Jean-Marc Rochette).

## Biographie
Jacques Lob exerce plusieurs métiers : apprenti tapissier, apprenti boucher, fabricant de valises, livreur, etc. Après son service militaire en Algérie, il devient dessinateur humoristique, collaborant à de nombreux périodiques. En 1963, sur les conseils de Jean-Michel Charlier, il commence ses travaux de scénariste par des histoires courtes pour Pierre Guilmard, Jean-Claude Mézières, Jo-El Azara pour des périodiques comme Record, Chouchou, Tintin, Spirou, Pilote. En 1964, il collabore pour la première fois avec Georges Pichard pour Ténébrax, dans Chouchou. En 1967, avec Georges Pichard, il crée Submerman  dans Pilote et Blanche Épiphanie dans V Magazine — qui paraît également dans les pages de Métal Hurlant et France Soir — et, en 1968, tous deux lancent Ulysse, qui paraît dans Linus, Charlie Mensuel, Phénix.

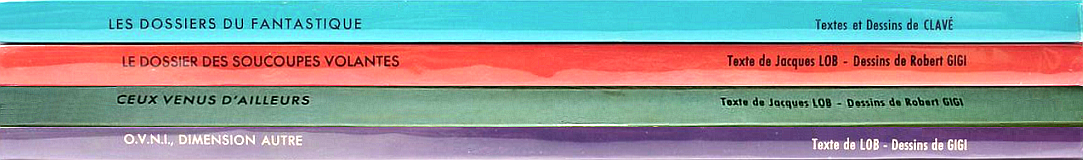
La trilogie du Dossier des Soucoupes volantes, avec Lob et Gigi (1969 - 1975).

Passionné de science-fiction, Lob collabore avec Robert Gigi pour la trilogie du Dossier des soucoupes volantes, publiée de 1969 à 1975 dans Pilote,. À partir de 1972, il scénarise Delirius, mis en image par Philippe Druillet, Les Mange-Bitume pour José Bielsa et, surtout, il lance avec Marcel Gotlib dans Pilote le super-héros Superdupont, dont le dessin est ensuite assuré par Alexis, Jean Solé, puis d'autres. Lob reprend le dessin avec L'Homme au landau (1975), Batmax (1981), Roger Fringant (1976). Il collabore de nouveau avec Alexis pour un récit de science-fiction post-apocalyptique : Le Transperceneige ; néanmoins, le dessinateur meurt en 1977 et Lob ne relance cette narration qu'en 1982, servie par le dessin de Jean-Marc Rochette, dans (À suivre). Lob participe également à des hors-séries de L'Écho des savanes avant d'exercer, en 1984, le rôle de rédacteur en chef pour Chic, son propre journal, qui ne compte que neuf numéros. Pour Edmond Baudoin, Lob scénarise Intérieur noir et collabore avec Jean-Pierre Danard pour des histoires dans Okapi en 1986 ; c'est aussi en 1986 qu'il est distingué par le grand prix de la ville d'Angoulême, qui récompense l'ensemble de la carrière d'un auteur. En 1988, il travaille de nouveau avec Baudoin, il crée le personnage de Carla, femme chauffeur de taxi.
Il meurt d'un cancer le 24 mai 1990.
Patrick Gaumer décrit son œuvre comme « sensible et généreuse », d'une grande originalité ; sa carrière est « l'une des plus exemplaires du 9e art ». Ainsi nommé en son honneur, le prix Jacques-Lob récompense chaque année « un scénariste remarquable ».

## Vie privée
Compagnon de Couetsch Bousset Lob, il a une fille : Léonie Lob (1978).

## Œuvres
Lorsque le nom d'un collaborateur figure sans plus de précisions, c'est que Lob était le scénariste et ce collaborateur le dessinateur.

### Périodiques
- Divers strips et dessin dans Bayard, 1958-1959.
- Léonidas, dans Bayard, 1958-1959.
- « Le Violoneux du Far–West », avec Arbeau, dans Pif Gadget, 1963, 4 p.
- Sept récits courts avec divers collaborateurs, dans Record, 1963-1967.
- Jack de Minuit, avec Garel, dans Record, 1964-1966, 12 histoires totalisant 111 pages.
- Patrouille sous-marine, avec Lenoir, dans Record, 1964-1969, 11 histoires totalisant 104 pages.
- Castus papa, avec Jean-Claude Poirier, dans Record, 1964-1965, 2 histoires totalisant 20 pages.
- Maximax, avec Jean-Claude Poirier dans Paul et Mic, 1964.
- Ténébrax, avec Georges Pichard, dans Chouchou, 1964-1965[5].
- Deux récits complets (avec Ram puis Pichard) dans Chouchou no 12 et 14, 1965[5].
- « Des pépins dans le péplum », avec Jo-El Azara, dans Tintin, 1965, 5 p.
- Simon Leblanc, avec Len-Gi, dans Record, 1965-1966, 2 histoires totalisant 16 pages.
- Jerry Spring, avec Jijé, dans Spirou :

1. Jerry Spring contre KKK, 1966
2. Le Duel, 1966-1967

- Deux récits courts avec Pierre Guilmard, dans Spirou, 1967.
- Ulysse, avec Georges Pichard, dans Charlie Mensuel, 1969.
- (it) Ténébrax, avec Jacques Lob, dans Linus, 1969. Première publication française dans Métal hurlant en 1979.
- L'Homme au landau, dans L'Écho des savanes, 1975-1977.
- Homph, avec Nikita Mandryka, dans L'Écho des savanes, 1975.
- Les Aventures de Roger Fringant, dans Métal hurlant, 1976-1979.
- Superdupont, avec Gotlib (scénario), Alexis puis Jean Solé et d'autres auteurs (dessin), dans Fluide glacial, 38 histoires, 1977-1985.
- Quatre récits courts avec divers collaborateurs, dans Métal Hurlant, 1978-1980.
- Les Nouvelles aventures de Blanche Épiphanie, avec Georges Pichard, dans Métal Hurlant, 1979-1980.
- Trois récits courts et gags avec divers collaborateurs, dans (À suivre), 1979-1980.
- Batmax, dans L'Écho des savanes, 1981-1982.
- Le Transperceneige, avec Jean-Marc Rochette, dans (À suivre), 1982-1983.
- Sheila, avec Jack Manini, dans Circus, 1985-1986, 2 histoires totalisant 10 pages.
- Carla, avec Edmond Baudoin, dans (À suivre), 1987-1991, 6 histoires totalisant 65 pages.

### Albums
- Blanche Épiphanie, avec Georges Pichard :

1. Blanche Épiphanie, Serg, 1972.
2. Blanche Épiphanie. Nouvelles aventures, Éditions du Fromage, 1974.
3. La Croisière infernale, Les Humanoïdes associés, 1977.
4. Blanche à New York, Les Humanoïdes associés, 1980.
5. Le Cavalier noir, D. Leroy, 1986.

- Le Dossier des soucoupes volantes, avec Gigi, Dargaud, 1972.
- Lone Sloane, avec Philippe Druillet :

3. Delirius, Dargaud, 1973.
6. Delirius 2, avec Benjamin Legrand (scénario), Drugstore, coll. « Vent des savanes », 2012.
- Ténébrax, avec Georges Pichard, Serg, 1973.
- Ceux venus d'ailleurs, avec Gigi, Dargaud, 1973.
- Les Mange-bitume, avec José Bielsa, Dargaud, 1974.
- Jerry Spring : Le Duel, avec Jijé, 1974.
- Ulysse, avec Georges Pichard, Dargaud, deux albums, 1974-1975.
- O.V.N.I. dimension autre, avec Gigi, Dargaud, 1975.
- Submerman, avec Georges Pichard, Glénat :

1. Submerman, 1976.
2. Les Peuples de la mer, 1978.

- Superdupont, avec Gotlib (scénario), AUDIE :

1. Superdupont, avec Alexis, 1977.
2. Amour et forfaiture, avec Jean Solé, 1980.
3. Opération camembert, avec Jean Solé, 1983.
4. Oui... nide iou, avec Jean Solé, Daniel Goossens, Neal Adams, Al Coutelis, Gotlib et Alexis, 1983.
5. Les Âmes noires, avec Jean Solé, 1995.

- L'Homme au landau, Éditions du Fromage, 1977.
- Apparitions OVNI, avec Gigi, Dargaud, 1979. Reprend Le Dossier des soucoupes volantes, Ceux venus d'ailleurs et O.V.N.I. dimension autre.
- Les Mémoires de Submerman, avec Georges Pichard, Dargaud, coll. « 16/22 » no 61, 1979
- Lob de la jungle, avec Jean Solé, Gotlib, Jean Vern, Florenci Clavé, Nikita Mandryka, Georges Pichard, Jean-Claude Forest, Pierre Guilmard, Alexis, Philippe Druillet, Annie Goetzinger et Ted Benoit, Les Humanoïdes Associés, collection Pied jaloux, 1980  (ISBN 2-7316-0023-3)
- Les Aventures de Roger Fringant, Futuropolis, 1981.
- Le Transperceneige, avec Jean-Marc Rochette, Casterman, coll. « Les Romans (A SUIVRE) », 1984
- Le Mécano des étoiles, avec Dan, Bayard Presse, coll. « Aventures d’Okapi », 1986.
- Jerry Spring contre KKK, avec Jijé, 1986.
- Batmax, Futuropolis, coll. « X », 1986.
- Carla, avec Edmond Baudoin, Futuropolis, 1993.
- L'Homme au landau et autres histoires, recueil de récits parus dans L'Écho des savanes et Métal hurlant entre 1975 et 1982, Cornélius, 2015

### Adaptations
Sa BD Le Transperceneige, dessinée par Jean-Marc Rochette, a été adaptée au cinéma en 2013 par Bong Joon-ho sous le titre Snowpiercer, le Transperceneige, avec dans les rôles principaux Chris Evans, Song Kang-ho, Tilda Swinton, Ed Harris et John Hurt.

## Prix
- 1977 : Prix du scénariste français au festival d'Angoulême[6]
- 1986 : Grand Prix de la ville d'Angoulême[7]